# Zentralverband Deutscher Kriegsbeschädigter und Kriegerhinterbliebener
Der Zentralverband Deutscher Kriegsbeschädigter und Kriegerhinterbliebener war  ein nationalkonservativer Kriegsopferverband. Gegründet wurde dieser im September 1919. 
Er entstand aus mehreren kleineren Kriegsteilnehmervereinigungen und dem Essener Verband, welcher von 1917 bis 1919 existierte. Mehr als 150.000 Mitglieder zählte der Zentralverband Deutscher Kriegsbeschädigter und Kriegerhinterbliebener in der Weimarer Republik. Herausgegeben wurden vom Zentralverband die Zeitschriften Der Kriegsteilnehmer und die Kriegerhinterbliebenen-Zeitung sowie das Jahrbuch des Zentralverbandes Deutscher Kriegsbeschädigter und Kriegerhinterbliebener. Der Zentralverband Deutscher Kriegsbeschädigter und Kriegerhinterbliebener gehörte nach 1934 dem Reichsverband Deutscher Kriegsopfer an. Der Reichsverband umfasste die Kriegsversehrtenorganisationen, welche sich nach 1933 nicht selbst aufgelöst hatten.   